# Kurt Wiese
Kurt Wiese (Schleusenau, Bromberg (Pruisen), 4 september 1914) was een nazioorlogsmisdadiger tijdens de Tweede Wereldoorlog. Hij had als bijnaam de slager van Bialystok. 
Als SS-Oberscharführer schoot hij tussen 1941 en 1943 in Grodno en Bialystok in Polen ten minste 200 mensen dood, onder wie 80 joodse kinderen en het complete personeelsbestand van het ziekenhuis in het joodse ghetto. 
In 1963 werd hij gearresteerd in Keulen maar door het betalen van 4.000 D-mark kwam hij met borgtocht vrij in afwachting van zijn proces. Eind mei 1964 vluchtte Wiese echter onder een valse naam uit Duitsland om zijn vervolging te ontlopen. Dit was de aanleiding voor de nazi-jager Simon Wiesenthal om een brief te schrijven aan de Frankfurter Allgemeine Zeitung waarin hij zich beklaagde over het soepele beleid in Duitsland om nazioorlogsmisdadigers op borgtocht vrij te laten. Dit gaf hun immers een makkelijke ontsnappingsmogelijkheid. 
Toen Simon Wiesenthal het vermoeden kreeg dat Wiese zich in Oostenrijk bevond, schakelde hij zowel de Duitse als de Oostenrijkse autoriteiten in. Dit leidde tot de arrestatie van Wiese op 14 juli 1964 in Oostenrijk. Hij was van plan te ontsnappen naar Egypte en werd opgepakt vlak voordat de trein de Oostenrijkse grens passeerde. 
Vervolgens werd Wiese uitgeleverd aan Duitsland waar de rechtbank te Keulen hem op 27 juni 1968 veroordeelde tot een levenslange gevangenisstraf. 